# Benante
Benante és un poble del terme municipal d'Esterri de Cardós, a la comarca del Pallars Sobirà.
Està situat a 970 metres d'altitud, a la dreta de la Noguera de Cardós, un xic separada del riu per una ampla plana agrícola, lo Rengar. És al nord de la part occidental del terme, als peus d'un contrafort oriental de la Serra Mitjana.
Hi destaca l'església de Sant Lliser amb un paviment de còdols molt vistós, un xic separada a llevant del poble, que està format per cinc cases que no arriben a formar un nucli urbà, ja que són a prop entre elles, però amb una certa separació.

## Etimologia
Segons Joan Coromines, Benante és un altre dels molts topònims iberobascs de la comarca. En aquest cas, es tracta de les arrels basques iben (tija, tronc) i -anti, sufix protobasc amb el significat de gran. Fa referència, indubtablement, a l'abundor de troncs d'arbre de grandària considerable en aquest lloc.

## Geografia

### El poble de Benante
Benante no forma un poble agrupat. Són cinc cases, amb l'església de Sant Lliser, situada a llevant de la carretera principal de la Vall de Cardós, la L-504, just al nord del punt quilomètric número 13.

#### Les cases del poble[2]
| - Casa Peira de Baix - Casa Peira de Dalt | - Casa Pocó - La Rectoria | - Casa Roquet |

## Història
El poble de Benante té el seu origen en una quadra medieval.